# 行星列表

## 太阳系内
- 关于太阳系目前已知的八大行星的列表，请见：太阳系流体静力平衡天体列表
- 关于曾经被认为是太阳系里的行星的列表，请见： 太阳系曾被认为是行星的天体列表（英语：list of former planets）
- 关于太阳系内被假设存在而未证明存在或不存在的天体，请见: 太陽系的假設天體列表

## 太阳系外
太阳系外行星
- 邻近的太阳系外行星列表（英语：list of nearest exoplanets）

太阳系外星系
- 太陽系外行星列表
- 克卜勒望遠鏡發現的行星列表
- 带有原行星盘的行星列表（英语：List of stars with proplyds）
- 星際行星

太阳系外或许存在的类地行星
- 最近類地太陽系外行星列表
- 适居太阳系外行星目录

## 虛構或非科学的行星
- 关于占星术里的行星列表，请见： 行星 (占星術)
- 关于假设存在且未基于科学证据的行星列表，请见：在宗教、占星术、飞碟学、伪科学中假设存在的行星（英语：Planetary objects proposed in religion, astrology, ufology and pseudoscience）
- 关于小说中的行星，请见： 科幻作品中的行星（英语：Planets in science fiction），科幻作品中的星系（英语：Stars and planetary systems in fiction）和在科幻作品中太阳系的行星（英语：Fictional planets of the Solar System）

## 综合
- 行星類型列表 (多种分类方法)